# Myrmoborus melanurus
El hormiguero colinegro u hormiguero de cola negra (en Perú) (Myrmoborus melanurus) es una especie de ave paseriforme de la familia Thamnophilidae perteneciente al género Myrmoborus. Es nativo de la región amazónica del este de Perú y adyacente extremo oeste de Brasil.

## Distribución y hábitat
Se distribuye en el noreste y centro este de Perú (Loreto, Ucayali) y adyacencias de Brasil (margen derecha del río Javari, extremo oeste de Amazonas).
Esta especie es poco común y local en el sotobosque de bosques de várzea y enmarañados ribereños, aparentemente solamente en áreas estacionalmente inundables, en la margen sur del río Amazonas y a lo largo de los bajos ríos Marañón y Ucayali y en el bajo Javari; debajo de los 150 m de altitud.

## Estado de conservación
El hormiguero colinegro ha sido calificado como especie vulnerable por la Unión Internacional para la Conservación de la Naturaleza (IUCN) debido a la presunción de que su población, todavía no cuantificada, irá a reducirse rápidamente a lo largo de las próximas tres generaciones con base en modelos de deforestación de la cuenca amazónica y a su dependencia de hábitats de selvas primarias.

## Sistemática

### Descripción original
La especie M. melanurus fue descrita por primera vez por los zoólogos británicos Philip Lutley Sclater y Osbert Salvin en 1866 bajo el nombre científico Hypocnemis melanura; localidad tipo «Cashiboya, en Loreto, y alto Río Ucayali, Perú».

### Etimología
El nombre genérico masculino «Myrmoborus» deriva del griego «murmos»: hormiga y «borus»: devorar, significando «devorador de hormigas»;  y el nombre de la especie «melanurus», del griego «melanos»: negro  y «ouros»: de cola; significando «de cola negra».

### Taxonomía
Es monotípica.